# Esgrima nos Jogos Olímpicos de Verão de 2000 - Florete por equipes feminino
A competição de florete por equipes feminino nos Jogos Olímpicos de Verão de 2000 foi disputada no dia 23 de setembro no Sydney Convention and Exhibition Centre.

## Medalhistas
A medalha de ouro foi conquistada pelas italianas, que derrotaram as polacas na decisão. Por sua vez, o bronze ficou com as alemães.
|  | ITA Itália                                          |  | POL Polônia                                                                   |  | GER Alemanha                              |
|  | Valentina Vezzali Diana Bianchedi Giovanna Trillini |  | Sylwia Gruchała Magdalena Mroczkiewicz Anna Rybicka Barbara Wolnicka-Szewczyk |  | Sabine Bau Rita König Monika Weber-Koszto |

## Resultados

### Fase final
As nove equipes competiram num torneio eliminatório com partida única para determinar os vencedores das medalhas. Além disso, as equipes derrotadas nas semifinais procederam a uma disputa de medalha de bronze. As partidas também foram realizadas para determinar as colocações finais.
| Primeira fase | Primeira fase | Primeira fase |  |  | Quartas de final | Quartas de final | Quartas de final |  |  | Semifinais | Semifinais     | Semifinais |  |                | Final          | Final          | Final |
|               |               |               |  |  |                  |                  |                  |  |  |            |                |            |  |                |                |                |       |
|               |               |               |  |  |                  |                  |                  |  |  |            |                |            |  |                |                |                |       |
|               |               |               |  |  |                  | Itália           | 45               |  |  |            |                |            |  |                |                |                |       |
|               | Canadá        | 35            |  |  |                  | Ucrânia          | 39               |  |  |            |                |            |  |                |                |                |       |
|               | Ucrânia       | 45            |  |  |                  |                  |                  |  |  |            | Itália         | 45         |  |                |                |                |       |
|               |               |               |  |  |                  |                  |                  |  |  |            | Estados Unidos | 38         |  |                |                |                |       |
|               |               |               |  |  |                  | Estados Unidos   | 45               |  |  |            |                |            |  |                |                |                |       |
|               |               |               |  |  |                  | Hungria          | 41               |  |  |            |                |            |  |                |                |                |       |
|               |               |               |  |  |                  |                  |                  |  |  |            |                |            |  |                |                | Itália         | 45    |
|               |               |               |  |  |                  |                  |                  |  |  |            |                |            |  |                |                | Polônia        | 36    |
|               |               |               |  |  |                  | China            | 43               |  |  |            |                |            |  |                |                |                |       |
|               |               |               |  |  |                  | Polônia          | 45               |  |  |            |                |            |  |                |                |                |       |
|               |               |               |  |  |                  |                  |                  |  |  |            | Polônia        | 45         |  |                |                |                |       |
|               |               |               |  |  |                  |                  |                  |  |  |            | Alemanha       | 34         |  |                |                |                |       |
|               |               |               |  |  |                  | Rússia           | 35               |  |  |            |                |            |  | Terceiro lugar | Terceiro lugar | Terceiro lugar |       |
|               |               |               |  |  |                  | Alemanha         | 45               |  |  |            |                |            |  |                |                | Estados Unidos | 42    |
|               |               |               |  |  |                  |                  |                  |  |  |            |                |            |  |                |                | Alemanha       | 45    |

### Disputa do 5º ao 8º lugar
|  | Perdedores das quartas | Perdedores das quartas |    |             | Disputa de 5º lugar | Disputa de 5º lugar |  |
|  |                        |                        |    |             |                     |                     |  |
|  |                        |                        |    |             |                     |                     |  |
|  | UKR Ucrânia            | 39                     |    |             |                     |                     |  |
|  | HUN Hungria            | 45                     |    |             |                     |                     |  |
|  |                        |                        |    |             |                     |                     |  |
|  |                        |                        |    |             |                     |                     |  |
|  |                        |                        |    |             | RUS Rússia          | 45                  |  |
|  |                        | HUN Hungria            | 38 |             |                     |                     |  |
|  |                        |                        |    |             |                     |                     |  |
|  |                        |                        |    |             |                     |                     |  |
|  |                        |                        |    |             | Disputa de 7º lugar |                     |  |
|  |                        |                        |    |             |                     |                     |  |
|  | CHN China              | 33                     |    | UKR Ucrânia | 40                  |                     |  |
|  | RUS Rússia             | 45                     |    |             | CHN China           | 45                  |  |

## Classificação final
A tabela a seguir contém a classificação final do evento:
| Pos. | Equipe         |
| ---- | -------------- |
|      | Itália         |
|      | Polônia        |
|      | Alemanha       |
| 4    | Estados Unidos |
| 5    | Rússia         |
| 6    | Hungria        |
| 7    | China          |
| 8    | Hungria        |
| 9    | Canadá         |